# Équipe d'Albanie de football au Championnat d'Europe 2024
 (février 2024).
Si vous disposez d'ouvrages ou d'articles de référence ou si vous connaissez des sites web de qualité traitant du thème abordé ici, merci de compléter l'article en donnant les références utiles à sa vérifiabilité et en les liant à la section « Notes et références ».
Cet article relate le parcours de l'équipe d'Albanie de football lors du Championnat d'Europe de football 2024 organisé en Allemagne du 14 juin au 14 juillet 2024.

## Qualification

### Premier tour - Groupe E
| Rang | Équipe     | Pts | J | G | N | P | Bp | Bc | Diff |  | Résultats (▼ dom., ► ext.) |     |     |     |     |     |
| ---- | ---------- | --- | - | - | - | - | -- | -- | ---- |  | -------------------------- | --- | --- | --- | --- | --- |
| 1    | Albanie    | 15  | 8 | 4 | 3 | 1 | 12 | 4  | +8   |  | Albanie                    |     | 3-0 | 2-0 | 2-0 | 0-0 |
| 2    | Tchéquie   | 15  | 8 | 4 | 3 | 1 | 12 | 6  | +6   |  | Tchéquie                   | 1-1 |     | 3-1 | 3-0 | 1-0 |
| 3    | Pologne    | 11  | 8 | 3 | 2 | 3 | 10 | 10 | 0    |  | Pologne                    | 1-0 | 1-1 |     | 1-1 | 2-0 |
| 4    | Moldavie   | 10  | 8 | 2 | 4 | 2 | 7  | 10 | -3   |  | Moldavie                   | 1-1 | 0-0 | 3-2 |     | 1-1 |
| 5    | Îles Féroé | 2   | 8 | 0 | 2 | 6 | 2  | 13 | -11  |  | Îles Féroé                 | 1-3 | 0-3 | 0-2 | 0-1 |     |

| 1er match          | Pologne                   | 1 - 0   | Albanie              | | |
| 27 mars 2023 20h45 | ( Kamiński) Świderski 41e | (1 - 0) |                      | Stade national de Varsovie, Varsovie Spectateurs : 56 227 Arbitrage : Slavko Vinčić Arbitre vidéo : Nejc Kajtazovic | Stade national de Varsovie, Varsovie Spectateurs : 56 227 Arbitrage : Slavko Vinčić Arbitre vidéo : Nejc Kajtazovic |
| 27 mars 2023 20h45 | Linetty 66e · Salamon 75e | Rapport | 45e Hysaj · 90e Laçi | Stade national de Varsovie, Varsovie Spectateurs : 56 227 Arbitrage : Slavko Vinčić Arbitre vidéo : Nejc Kajtazovic | Stade national de Varsovie, Varsovie Spectateurs : 56 227 Arbitrage : Slavko Vinčić Arbitre vidéo : Nejc Kajtazovic |

| 2e match           | Albanie                            | 2 - 0   | Moldavie                 | | |
| 17 juin 2023 20h45 | Asani 52e · ( Asllani) Bajrami 76e | (0 - 0) |                          | Arena Kombëtare, Tirana Spectateurs : 20 944 Arbitrage : Dennis Higler Arbitre vidéo : Pol van Boekel | Arena Kombëtare, Tirana Spectateurs : 20 944 Arbitrage : Dennis Higler Arbitre vidéo : Pol van Boekel |
| 17 juin 2023 20h45 | Mitaj 22e                          | Rapport | 38e Moțpan · 69e Babohlo | Arena Kombëtare, Tirana Spectateurs : 20 944 Arbitrage : Dennis Higler Arbitre vidéo : Pol van Boekel | Arena Kombëtare, Tirana Spectateurs : 20 944 Arbitrage : Dennis Higler Arbitre vidéo : Pol van Boekel |

| 3e match           | Îles Féroé               | 1 - 3   | Albanie                                                             | | |
| 20 juin 2023 20h45 | ( Edmundsson) Færø 45+1e | (1 - 1) | 20e Bajrami (Asani ) · 51e Asllani (Bajrami ) · 90+2e Muçi (Uzuni ) | Tórsvøllur, Tórshavn Spectateurs : 2 507 Arbitrage : Chrysovalantis Theouli Arbitre vidéo : Agelos Evangelou | Tórsvøllur, Tórshavn Spectateurs : 2 507 Arbitrage : Chrysovalantis Theouli Arbitre vidéo : Agelos Evangelou |
| 20 juin 2023 20h45 | Joensen 49e              | Rapport |                                                                     | Tórsvøllur, Tórshavn Spectateurs : 2 507 Arbitrage : Chrysovalantis Theouli Arbitre vidéo : Agelos Evangelou | Tórsvøllur, Tórshavn Spectateurs : 2 507 Arbitrage : Chrysovalantis Theouli Arbitre vidéo : Agelos Evangelou |

| 4e match               | Tchéquie                    | 1 - 1   | Albanie                 |                                                                                                   |                                                                                                   |
| 7 septembre 2023 20h45 | ( Souček) Černý 56e         | (0 - 0) | 66e Bajrami (Asani )    | Eden Aréna, Prague Spectateurs : 18 641 Arbitrage : Anthony Taylor Arbitre vidéo : Darren England | Eden Aréna, Prague Spectateurs : 18 641 Arbitrage : Anthony Taylor Arbitre vidéo : Darren England |
| 7 septembre 2023 20h45 | Provod 90+6e · Chytil 90+7e | Rapport | 52e Asani · 67e Bajrami | Eden Aréna, Prague Spectateurs : 18 641 Arbitrage : Anthony Taylor Arbitre vidéo : Darren England | Eden Aréna, Prague Spectateurs : 18 641 Arbitrage : Anthony Taylor Arbitre vidéo : Darren England |

| 5e match                | Albanie                                                                                          | 2 - 0   | Pologne                                                                                        | | |
| 10 septembre 2023 20h45 | ( Hysaj) Asani 37e · ( Ramadani) Daku 62e                                                        | (1 - 0) |                                                                                                | Arena Kombëtare, Tirana Spectateurs : 21 900 Arbitrage : José María Sánchez Arbitre vidéo : Carlos del Cerro Grande | Arena Kombëtare, Tirana Spectateurs : 21 900 Arbitrage : José María Sánchez Arbitre vidéo : Carlos del Cerro Grande |
| 10 septembre 2023 20h45 | Cikalleshi 45+1e · Asllani 45+8e · Strakosha 59e · Daku 63e · Veseli 65e · Muja 75e · Seferi 86e | Rapport | 8e Bednarek · 45+7e Kamiński · 45+8e Bereszyński · 60e Krychowiak · 80e Linetty · 88e Wieteska | Arena Kombëtare, Tirana Spectateurs : 21 900 Arbitrage : José María Sánchez Arbitre vidéo : Carlos del Cerro Grande | Arena Kombëtare, Tirana Spectateurs : 21 900 Arbitrage : José María Sánchez Arbitre vidéo : Carlos del Cerro Grande |

| 6e match              | Albanie                                                              | 3 - 0   | Tchéquie                                  | | |
| 12 octobre 2023 20h45 | ( Ramadani) Asani 9e · ( Cikalleshi) Seferi 51e · ( Daku) Seferi 73e | (1 - 0) |                                           | Arena Kombëtare, Tirana Spectateurs : 20 917 Arbitrage : Danny Makkelie Arbitre vidéo : Rob Dieperink | Arena Kombëtare, Tirana Spectateurs : 20 917 Arbitrage : Danny Makkelie Arbitre vidéo : Rob Dieperink |
| 12 octobre 2023 20h45 | Bajrami 60e                                                          | Rapport | 25e, 39e Chytil · 40e Coufal · 62e Provod | Arena Kombëtare, Tirana Spectateurs : 20 917 Arbitrage : Danny Makkelie Arbitre vidéo : Rob Dieperink | Arena Kombëtare, Tirana Spectateurs : 20 917 Arbitrage : Danny Makkelie Arbitre vidéo : Rob Dieperink |

| 7e match               | Moldavie                | 1 - 1   | Albanie               | | |
| 17 novembre 2023 18h00 | Baboglo 87e             | (0 - 1) | 25e (pen.) Cikalleshi | Stade Zimbru, Chișinău Spectateurs : 9 537 Arbitrage : William Collum Arbitre vidéo : Stuart Attwell | Stade Zimbru, Chișinău Spectateurs : 9 537 Arbitrage : William Collum Arbitre vidéo : Stuart Attwell |
| 17 novembre 2023 18h00 | Rață 11e · Caimacov 54e | Rapport | 9e Mitaj · 86e Daku   | Stade Zimbru, Chișinău Spectateurs : 9 537 Arbitrage : William Collum Arbitre vidéo : Stuart Attwell | Stade Zimbru, Chișinău Spectateurs : 9 537 Arbitrage : William Collum Arbitre vidéo : Stuart Attwell |

| 8e match               | Albanie        | 0 - 0   | Îles Féroé                  |                                                                                    |                                                                                    |
| 20 novembre 2023 20h45 |                | (0 - 0) |                             | Arena Kombëtare, Tirana Arbitrage : Sven Jablonski Arbitre vidéo : Bastian Dankert | Arena Kombëtare, Tirana Arbitrage : Sven Jablonski Arbitre vidéo : Bastian Dankert |
| 20 novembre 2023 20h45 | Cikalleshi 75e | Rapport | 39e Joensen · 90e Danielsen | Arena Kombëtare, Tirana Arbitrage : Sven Jablonski Arbitre vidéo : Bastian Dankert | Arena Kombëtare, Tirana Arbitrage : Sven Jablonski Arbitre vidéo : Bastian Dankert |

## Préparation

### Matchs de préparation au Championnat d'Europe
Liste détaillée des matches d'Albanie depuis sa qualification à l'Euro 2024 :
| 1er match          | Albanie | 0 - 3   | Chili                                   | | |
| 22 mars 2024 20h45 |         | (0 - 1) | 19e Vargas · 83e Bolados · 90+2e Dávila | Stade Ennio-Tardini, Parme ( Italie) Spectateurs : 15 000 Arbitrage : Luca Pairetto Arbitre vidéo : | Stade Ennio-Tardini, Parme ( Italie) Spectateurs : 15 000 Arbitrage : Luca Pairetto Arbitre vidéo : |
| 22 mars 2024 20h45 | Rapport |         |                                         | Stade Ennio-Tardini, Parme ( Italie) Spectateurs : 15 000 Arbitrage : Luca Pairetto Arbitre vidéo : | Stade Ennio-Tardini, Parme ( Italie) Spectateurs : 15 000 Arbitrage : Luca Pairetto Arbitre vidéo : |

| 2e match           | Suède       | 1 - 0   | Albanie |                                                                |                                                                |
| 25 mars 2024 19h00 | Nilsson 62e | (0 - 0) |         | Friends Arena, Solna Arbitrage : Marcel Bîrsan Arbitre vidéo : | Friends Arena, Solna Arbitrage : Marcel Bîrsan Arbitre vidéo : |
| 25 mars 2024 19h00 | Rapport     |         |         | Friends Arena, Solna Arbitrage : Marcel Bîrsan Arbitre vidéo : | Friends Arena, Solna Arbitrage : Marcel Bîrsan Arbitre vidéo : |

| 3e match          | Albanie                          | 3 - 0   | Liechtenstein | | |
| 3 juin 2024 20h00 | Broja 31e · Asani 47e · Muçi 67e | (1 - 0) |               | Haladás Sportkomplexum, Szombathely ( Hongrie) Spectateurs : 200 Arbitrage : Bence Csonka Arbitre vidéo : | Haladás Sportkomplexum, Szombathely ( Hongrie) Spectateurs : 200 Arbitrage : Bence Csonka Arbitre vidéo : |
| 3 juin 2024 20h00 | Rapport                          |         |               | Haladás Sportkomplexum, Szombathely ( Hongrie) Spectateurs : 200 Arbitrage : Bence Csonka Arbitre vidéo : | Haladás Sportkomplexum, Szombathely ( Hongrie) Spectateurs : 200 Arbitrage : Bence Csonka Arbitre vidéo : |

| 4e match          | Albanie                            | 3 - 1   | Azerbaïdjan  |                                                                                           |                                                                                           |
| 7 juin 2024 19h00 | Bajrami 12e · Manaj 81e · Laçi 88e | (1 - 0) | 90e Qurbanlı | Haladás Sportkomplexum, Szombathely ( Hongrie) Arbitrage : Mihály Káprály Arbitre vidéo : | Haladás Sportkomplexum, Szombathely ( Hongrie) Arbitrage : Mihály Káprály Arbitre vidéo : |
| 7 juin 2024 19h00 | Rapport                            |         |              | Haladás Sportkomplexum, Szombathely ( Hongrie) Arbitrage : Mihály Káprály Arbitre vidéo : | Haladás Sportkomplexum, Szombathely ( Hongrie) Arbitrage : Mihály Káprály Arbitre vidéo : |

## Effectif
L'Albanie annonce une équipe de 27 joueurs le 27 mai 2024. L'équipe finale de 26 joueurs est officiellement annoncée le 8 juin, le gardien Simon Simoni étant exclu.

## Compétition
Le camp de base de l'Albanie se situe dans la ville de Kamen, en Rhénanie-du-Nord-Westphalie.

### Format et tirage au sort
Le tirage au sort de l'Euro a lieu le samedi 2 décembre 2023 à la Philharmonie de l'Elbe, salle de concert située à Hambourg. C’est le classement final des éliminatoires qui est pris en compte, la sélection se classe 10e du classement, et est placée dans le chapeau 2.

### Premier tour
| v · m | Équipe  | Pts | J | G | N | P | Bp | Bc | Diff |
| ----- | ------- | --- | - | - | - | - | -- | -- | ---- |
| 1     | Espagne | 9   | 3 | 3 | 0 | 0 | 5  | 0  | +5   |
| 2     | Italie  | 4   | 3 | 1 | 1 | 1 | 3  | 3  | 0    |
| 3     | Croatie | 2   | 3 | 0 | 2 | 1 | 3  | 6  | -3   |
| 4     | Albanie | 1   | 3 | 0 | 1 | 2 | 3  | 5  | -2   |

#### Italie - Albanie
| Match 4                 | Italie                                  | 2 - 1   | Albanie               | BVB Stadion Dortmund, Dortmund                                                |                                                                               |
| 15 juin 2024 21h00 CEST | ( Pellegrini) Bastoni 11e · Barella 16e | (2 - 1) | 1re Bajrami           | Spectateurs : 60 512 Arbitrage : Felix Zwayer Arbitre vidéo : Bastian Dankert | Spectateurs : 60 512 Arbitrage : Felix Zwayer Arbitre vidéo : Bastian Dankert |
| 15 juin 2024 21h00 CEST | Pellegrini 22e · Calafiori 51e          | Rapport | 51e Broja · 74e Hoxha | Spectateurs : 60 512 Arbitrage : Felix Zwayer Arbitre vidéo : Bastian Dankert | Spectateurs : 60 512 Arbitrage : Felix Zwayer Arbitre vidéo : Bastian Dankert |

#### Croatie - Albanie
| Match 15                | Croatie                                     | 2 - 2   | Albanie                                | Volksparkstadion, Hambourg                                                       |                                                                                  |
| 19 juin 2024 15h00 CEST | ( Budimir) Kramarić 74e · Gjasula 76e (csc) | (0 - 1) | 11e Laçi ( Asani) · 90+5e Gjasula      | Spectateurs : 46 784 Arbitrage : François Letexier Arbitre vidéo : Willy Delajod | Spectateurs : 46 784 Arbitrage : François Letexier Arbitre vidéo : Willy Delajod |
| 19 juin 2024 15h00 CEST | Ivušić 87e                                  | Rapport | 77e Hysaj · 90+3e Daku · 90+7e Gjasula | Spectateurs : 46 784 Arbitrage : François Letexier Arbitre vidéo : Willy Delajod | Spectateurs : 46 784 Arbitrage : François Letexier Arbitre vidéo : Willy Delajod |

#### Albanie - Espagne
| Match 27                | Albanie                   | 0 - 1   | Espagne            | Düsseldorf Arena, Düsseldorf                                                    |                                                                                 |
| 24 juin 2024 21h00 CEST |                           | (0 - 1) | 13e Torres ( Olmo) | Spectateurs : 46 586 Arbitrage : Glenn Nyberg Arbitre vidéo : Christian Dingert | Spectateurs : 46 586 Arbitrage : Glenn Nyberg Arbitre vidéo : Christian Dingert |
| 24 juin 2024 21h00 CEST | Bajrami 67e · Berisha 89e | Rapport | 90e Vivian         | Spectateurs : 46 586 Arbitrage : Glenn Nyberg Arbitre vidéo : Christian Dingert | Spectateurs : 46 586 Arbitrage : Glenn Nyberg Arbitre vidéo : Christian Dingert |

## Statistiques

### Temps de jeu
| N°         | Joueurs          |          |          |          | TT       | But inscrit | Passe décisive | MJ       | MT       | Légende |
| ---------- | ---------------- | -------- | -------- | -------- | -------- | ----------- | -------------- | -------- | -------- | --- |
| Gardiens   | Gardiens         | Gardiens | Gardiens | Gardiens | Gardiens | Gardiens    | Gardiens       | Gardiens | Gardiens | Abréviations et symboles : TT : Total de minutes jouées MJ : Nombre de matchs joués MT : Matchs joués en tant que titulaire : but : passe décisive : joueur entré : joueur remplacé : capitaine : carton jaune : carton rouge |
| 1          | Etrit Berisha    | -        | -        | -        | -        | -           | -              | -        | -        | Abréviations et symboles : TT : Total de minutes jouées MJ : Nombre de matchs joués MT : Matchs joués en tant que titulaire : but : passe décisive : joueur entré : joueur remplacé : capitaine : carton jaune : carton rouge |
| 12         | Elhan Kastrati   | -        | -        | -        | -        | -           | -              | -        | -        | Abréviations et symboles : TT : Total de minutes jouées MJ : Nombre de matchs joués MT : Matchs joués en tant que titulaire : but : passe décisive : joueur entré : joueur remplacé : capitaine : carton jaune : carton rouge |
| 23         | Thomas Strakosha | 90       | 90       | 90       | 270      | -           | -              | 3        | 3        | Abréviations et symboles : TT : Total de minutes jouées MJ : Nombre de matchs joués MT : Matchs joués en tant que titulaire : but : passe décisive : joueur entré : joueur remplacé : capitaine : carton jaune : carton rouge |
| Défenseurs |                  |          |          |          |          |             |                |          |          | Abréviations et symboles : TT : Total de minutes jouées MJ : Nombre de matchs joués MT : Matchs joués en tant que titulaire : but : passe décisive : joueur entré : joueur remplacé : capitaine : carton jaune : carton rouge |
| 2          | Iván Balliu      | -        | -        | 90       | 90       | -           | -              | 1        | 1        | Abréviations et symboles : TT : Total de minutes jouées MJ : Nombre de matchs joués MT : Matchs joués en tant que titulaire : but : passe décisive : joueur entré : joueur remplacé : capitaine : carton jaune : carton rouge |
| 3          | Mario Mitaj      | 90       | 90       | 90       | 270      | -           | -              | 3        | 3        | Abréviations et symboles : TT : Total de minutes jouées MJ : Nombre de matchs joués MT : Matchs joués en tant que titulaire : but : passe décisive : joueur entré : joueur remplacé : capitaine : carton jaune : carton rouge |
| 4          | Elseid Hysaj     | 90       | 90       | -        | 180      | -           | -              | 2        | 2        | Abréviations et symboles : TT : Total de minutes jouées MJ : Nombre de matchs joués MT : Matchs joués en tant que titulaire : but : passe décisive : joueur entré : joueur remplacé : capitaine : carton jaune : carton rouge |
| 5          | Arlind Ajeti     | 90       | 90       | 90       | 270      | -           | -              | 3        | 3        | Abréviations et symboles : TT : Total de minutes jouées MJ : Nombre de matchs joués MT : Matchs joués en tant que titulaire : but : passe décisive : joueur entré : joueur remplacé : capitaine : carton jaune : carton rouge |
| 6          | Berat Djimsiti   | 90       | 90       | 90       | 270      | -           | -              | 3        | 3        | Abréviations et symboles : TT : Total de minutes jouées MJ : Nombre de matchs joués MT : Matchs joués en tant que titulaire : but : passe décisive : joueur entré : joueur remplacé : capitaine : carton jaune : carton rouge |
| 13         | Enea Mihaj       | -        | -        | -        | -        | -           | -              | -        | -        | Abréviations et symboles : TT : Total de minutes jouées MJ : Nombre de matchs joués MT : Matchs joués en tant que titulaire : but : passe décisive : joueur entré : joueur remplacé : capitaine : carton jaune : carton rouge |
| 18         | Ardian Ismajli   | -        | -        | -        | -        | -           | -              | -        | -        | Abréviations et symboles : TT : Total de minutes jouées MJ : Nombre de matchs joués MT : Matchs joués en tant que titulaire : but : passe décisive : joueur entré : joueur remplacé : capitaine : carton jaune : carton rouge |
| 24         | Marash Kumbulla  | -        | -        | -        | -        | -           | -              | -        | -        | Abréviations et symboles : TT : Total de minutes jouées MJ : Nombre de matchs joués MT : Matchs joués en tant que titulaire : but : passe décisive : joueur entré : joueur remplacé : capitaine : carton jaune : carton rouge |
| 25         | Naser Aliji      | -        | -        | -        | -        | -           | -              | -        | -        | Abréviations et symboles : TT : Total de minutes jouées MJ : Nombre de matchs joués MT : Matchs joués en tant que titulaire : but : passe décisive : joueur entré : joueur remplacé : capitaine : carton jaune : carton rouge |
| Milieux    |                  |          |          |          |          |             |                |          |          | Abréviations et symboles : TT : Total de minutes jouées MJ : Nombre de matchs joués MT : Matchs joués en tant que titulaire : but : passe décisive : joueur entré : joueur remplacé : capitaine : carton jaune : carton rouge |
| 8          | Klaus Gjasula    | -        | 18       | -        | 18       | 1           | -              | 1        | 0        | Abréviations et symboles : TT : Total de minutes jouées MJ : Nombre de matchs joués MT : Matchs joués en tant que titulaire : but : passe décisive : joueur entré : joueur remplacé : capitaine : carton jaune : carton rouge |
| 10         | Nedim Bajrami    | 87       | 90       | 70       | 244      | 1           | -              | 3        | 3        | Abréviations et symboles : TT : Total de minutes jouées MJ : Nombre de matchs joués MT : Matchs joués en tant que titulaire : but : passe décisive : joueur entré : joueur remplacé : capitaine : carton jaune : carton rouge |
| 14         | Qazim Laçi       | 22       | 72       | 70       | 164      | 1           | -              | 3        | 2        | Abréviations et symboles : TT : Total de minutes jouées MJ : Nombre de matchs joués MT : Matchs joués en tant que titulaire : but : passe décisive : joueur entré : joueur remplacé : capitaine : carton jaune : carton rouge |
| 16         | Medon Berisha    | -        | -        | 20       | 20       | -           | -              | 1        | 0        | Abréviations et symboles : TT : Total de minutes jouées MJ : Nombre de matchs joués MT : Matchs joués en tant que titulaire : but : passe décisive : joueur entré : joueur remplacé : capitaine : carton jaune : carton rouge |
| 17         | Ernest Muçi      | 87       | -        | 9        | 12       | -           | -              | 2        | 0        | Abréviations et symboles : TT : Total de minutes jouées MJ : Nombre de matchs joués MT : Matchs joués en tant que titulaire : but : passe décisive : joueur entré : joueur remplacé : capitaine : carton jaune : carton rouge |
| 20         | Ylber Ramadani   | 90       | 85       | 90       | 265      | -           | -              | 3        | 3        | Abréviations et symboles : TT : Total de minutes jouées MJ : Nombre de matchs joués MT : Matchs joués en tant que titulaire : but : passe décisive : joueur entré : joueur remplacé : capitaine : carton jaune : carton rouge |
| 21         | Kristjan Asllani | 90       | 90       | 90       | 270      | -           | -              | 3        | 3        | Abréviations et symboles : TT : Total de minutes jouées MJ : Nombre de matchs joués MT : Matchs joués en tant que titulaire : but : passe décisive : joueur entré : joueur remplacé : capitaine : carton jaune : carton rouge |
| 22         | Amir Abrashi     | -        | -        | -        | -        | -           | -              | -        | -        | Abréviations et symboles : TT : Total de minutes jouées MJ : Nombre de matchs joués MT : Matchs joués en tant que titulaire : but : passe décisive : joueur entré : joueur remplacé : capitaine : carton jaune : carton rouge |
| Attaquants |                  |          |          |          |          |             |                |          |          | Abréviations et symboles : TT : Total de minutes jouées MJ : Nombre de matchs joués MT : Matchs joués en tant que titulaire : but : passe décisive : joueur entré : joueur remplacé : capitaine : carton jaune : carton rouge |
| 7          | Rey Manaj        | 13       | 85       | 59       | 157      | -           | -              | 3        | 2        | Abréviations et symboles : TT : Total de minutes jouées MJ : Nombre de matchs joués MT : Matchs joués en tant que titulaire : but : passe décisive : joueur entré : joueur remplacé : capitaine : carton jaune : carton rouge |
| 9          | Jasir Asani      | 68       | 64       | 81       | 213      | -           | 1              | 3        | 3        | Abréviations et symboles : TT : Total de minutes jouées MJ : Nombre de matchs joués MT : Matchs joués en tant que titulaire : but : passe décisive : joueur entré : joueur remplacé : capitaine : carton jaune : carton rouge |
| 11         | Armando Broja    | 77       | -        | 31       | 108      | -           | -              | 2        | 1        | Abréviations et symboles : TT : Total de minutes jouées MJ : Nombre de matchs joués MT : Matchs joués en tant que titulaire : but : passe décisive : joueur entré : joueur remplacé : capitaine : carton jaune : carton rouge |
| 15         | Taulant Seferi   | 68       | 26       | -        | 94       | -           | -              | 2        | 1        | Abréviations et symboles : TT : Total de minutes jouées MJ : Nombre de matchs joués MT : Matchs joués en tant que titulaire : but : passe décisive : joueur entré : joueur remplacé : capitaine : carton jaune : carton rouge |
| 19         | Mirlind Daku     | -        | 5        | -        | 5        | -           | -              | 1        | 0        | Abréviations et symboles : TT : Total de minutes jouées MJ : Nombre de matchs joués MT : Matchs joués en tant que titulaire : but : passe décisive : joueur entré : joueur remplacé : capitaine : carton jaune : carton rouge |
| 26         | Arbër Hoxha      | 22       | 15       | 20       | 47       | -           | -              | 3        | 0        | Abréviations et symboles : TT : Total de minutes jouées MJ : Nombre de matchs joués MT : Matchs joués en tant que titulaire : but : passe décisive : joueur entré : joueur remplacé : capitaine : carton jaune : carton rouge |

| Buts | Joueurs       | Adversaires |
| ---- | ------------- | ----------- |
| 1    | Nedim Bajrami | Italie      |
| 1    | Klaus Gjasula | Croatie     |
| 1    | Qazim Laçi    | Croatie     |

| Passes | Joueurs     | Adversaires |
| ------ | ----------- | ----------- |
| 1      | Jasir Asani | Croatie     |